# Chvojenec (tvrz)
Chvojenec (též Chvojno) je zaniklá tvrz ze 14. století v obci Chvojenec v okrese Pardubice. Tvrziště je od 3. května 1958 chráněno jako kulturní památka.

## Historie
Oblast okolo Chvojence kdysi vlastnili čeští králové, kteří zde prováděli kolonizaci území. Poprvé je tvrz Chvojenec zmíněna k 9. dubnu 1336, když ji český král Jan Lucemburský zastavil společně s městečkem Chvojnem a dalšími vesnicemi vyšehradskému proboštovi Bertoldovi z Lipé a dvěma jeho bratrům Janovi a Jindřichovi za 2000 kup grošů.
Po pánech z Lipé se chvojenecká tvrz dostala do vlastnictví Jindřicha z Lichtenburka, jenž je připomínán k roku 1340 v souvislosti se směnou u chvojeneckého faráře. Tvrze se po Jindřichovi z Lichtenburka zmocnila holická větev rodu Šternberků, z níž na tvrzi pobýval Jan ze Šternberka v letech 1358–1376. Někteří synové tohoto Jana ze Šternberka přesídlili do nedalekých Holic, přičemž na chvojenecké tvrzi zůstal syn Jan ze Šternberka, který je naposledy zaznamenán k roku 1415. Jako poslední majitel je uváděn jiný Jan ze Šternberka, jemuž tvrz náležela v letech 1450–1465 dohromady se statky v Býšti a Zaječicích. Po jeho smrti byl Chvojenec začleněn do správy holického panství. Kvůli této události tvrz patrně zpustla, a proto o ní v druhé polovině 15. století chybí doklady. August Sedláček se však domníval, že tvrz zpustla již během husitských válek.

## Popis
Místo, kde dříve tvrz stála, se dnes nazývá Na baště. Tvrziště se nachází nalevo podél silnice III/29821, jež spojuje obce Chvojenec a Rokytno. Z tvrze se zachovaly pouze valy a část příkopů. Tvrz obklopoval trojnásobný vodní příkop a val. Průměr vnějšího valu se mohl rovnat až 150 metrům.